# Kourinion (departamento)
Kourinion é um departamento ou comuna da província de Kénédougou no Burkina Faso. A sua capital é Kourinion.
Em 1 de julho de 2018 tinha uma população estimada em 21537 habitantes.